# Fosfosyderyt
Fosfosyderyt – rzadki minerał klasy fosforanów.

## Właściwości
Krystalizuje w układzie jednoskośnym. Wykształca kryształy o pokroju cienko lub grubotabliczkowym. Występuje w skupieniach promienistych, gruzełkowych i jako naskorupienia. Jest minerałem kruchym, przezroczystym do półprzezroczystego. Posiada białą rysę i szklisty połysk. Częstymi zanieczyszczeniami w strukturze są glin i mangan.

## Występowanie
Występuje w pegmatytach bogatych w fosfor jako produkt przeobrażenia fosforanów pierwotnych. Towarzyszą mu strengit, leukofosfit, turkus, bermanit, strunzyt, stewartyt, laueit i rockbridgeit.

## Miejsce występowania
Występuje w Australii, Brazylii, Czechach, Francji, Niemczech, Portugalii, Hiszpanii, Chile i Stanach Zjednoczonych (Dakota Południowa, Maine, Kalifornia). W Polsce spotykany w okolicach Świdnicy na Dolnym Śląsku.